# Lucio Cornelio Léntulo (cónsul 130 a. C.)
Lucio Cornelio Léntulo  fue un político y militar de la República romana.

## Carrera pública
Fue elegido cónsul en el año 130 a. C. con Marco Perperna. Murió durante su consulado o fue apartado y sustituido por Apio Claudio. Algunos autores lo identifican con un Cornelio Léntulo que fue pretor en algún momento entre los años 137 y 135 a. C. y gobernó Sicilia, aunque también se podría identificar con el pretor del año 140 a. C.